# فرقه دموکرات (ایران)
فرقه دموکرات ایران یا حزب دموکرات عامیون، از احزاب سیاسی دوره مشروطهٔ ایران بود که به دست مشروطه‌خواهان تأسیس شد و به نقل از محمدتقی بهار: «در سال اول فتح تهران رجب ۱۳۲۷ قمری مطابق ۱۹۰۸ میلادی در ایران دو حزب پیدا شد: یکی انقلابی دیگری اعتدالی و در همان سال بعد از افتتاح مجلس دوم این دو حزب به اسم دموکرات عامیون و اجتماعیون اعتدالیون رسمی شد و خود را به مجلس معرفی کردند».
این حزب توسط بازماندگان مشروطه خواه در جریان انتخابات مجلس دوم مشروطه تأسیس شد. در جریان این انتخابات احزاب نوپایی به وجود آمدند از جمله فرقه عامیون (دموکرات) که مشی سوسیال دموکرات داشت و در مقابل فرقه اعتدالیون که محافظه‌کار به‌شمار می‌رفت.

## ساختار و اندیشه‌ها
افکار و عقاید فرقه دموکرات برگرفته از افکار سیاسی حزب سوسیال دموکرات قفقاز بود. سیدجلیل اردبیلی، سید حسن تقی‌زاده، ابراهیم حکیمی، محمدتقی بهار، حسینقلی خان نواب، سلیمان‌میرزا اسکندری، وحید الملک، سید محمدرضا مساوات و محمد خیابانی رؤسای فرقه دموکرات بودند.
مرام نام فرقه دموکرات:
- تفکیک کامل قوای سیاسی از روحانیون
- ایجاد نظم اجباری و برچیده کردن نظام فئودالی
- تقسیم املاک بین مردم
- قانون منع احتکار و تعلیم اجباری و بانک فلاحتی
- ترجیح مالیات مستقیم بر غیرمستقیم
- مخالفت با مجلس اعیان (مجلس سنا) که ضد نظام کمونیستی و ضد نظام سرمایه‌داری بود

فرقه دموکرات مورد هجوم علما و گروه انبوهی از رعایا و توده قرار گرفت اما موفق شدند در مجلس فراکسیونی ۲۸ نفری به وجود آورند.
فرقه دموکرات چند روزنامه به نام «روزنامه ایران نو» در تهران «روزنامه شفق» در تبریز «روزنامه نوبهار» در خراسان منتشر می‌ساخت و مخالفین خود را با عناوین محافظه کار، مرتجع، آخوند، سرمایه‌دار، اشراف و اعیان به باد انتقاد می‌گرفت. اما برنامه فرقه دموکرات با مخالفت ائتلافی از محافظه کاران به رهبری بهبهانی و روحانیون دیگر و همچنین اشراف زمین‌دار، سران عشایر و حتی بعضی از تاجران و اصناف مواجه شد.
برنامه رادیکال فرقه دموکرات برای ایجاد دگرگونی‌های اجتماعی شامل تصویب علنی قوانین مربوط به تفکیک دین از دولت، کاهش اقتدار محلی بعضی از سران عشایر و نیز تعریف جدیدی از ملیت بود که فراتر از وابستگیهای مذهبی و قومی بود.
طبق نظر ملک‌زاده، فرقه دموکرات که برنامه ای سوسیال دموکرات داشت، به دلیل ترس از واکنش منفی مردم عنوان دموکرات را به جای سوسیال دموکرات برای خود انتخاب کرد. بیشتر دموکراتهای مجلس به عنوان منتقدان علنی حکومت در مشروطه اول شهرت داشتند.

## اعضاء
زمینه قومی نمایندگان در انتخابات آن‌ها تأثیر داشت. همه دموکراتها بجز یک نفر یا از مناطق شمال یا شمال غربی یا شمال شرقی بودند.
حسینقلی نواب که لیبرال، محصل در اروپا و عضو وابسته سفارت بریتانیا بود، عضو کمیته ملی انقلاب و نماینده مجلس اول نیز بود. بعد از کودتای ۱۲۸۷ نواب به صورت مشروطه خواه برجسته‌ای در تهران قد علم کرد.
سلیمان‌میرزا اسکندری نوه فتحعلی شاه قاجار نیز عضو کمیته ملی انقلاب و سر دبیر نشریه حقوق بود. او یکی از رادیکالترین دموکراتها به حساب می‌آمد و در تابستان ۱۲۸۹ رهبر حزب در مجلس شد.
وحید الملک شیبانی همکار نزدیک حسن تقی‌زاده، در کمبریج در نزد براون در رشته تاریخ و ادبیات انگلستان تحصیل کرده بود. شیبانی بعد از کودتای ۱۲۸۷ سلسله مقاله‌هایی در روزنامه تایمز نوشت. او و سلیمان‌میرزا اسکندری دو نفر از بهترین خطیبان مجلس بودند و بارها مانع اوجگیری قدرت اعتدالیون شدند.
محمدرضا مساوات نیز عضو کمیته ملی انقلاب و سردبیر نشریه مساوات بود که یکی از روزنامه‌های مهم رادیکال در مشروطه اول به‌شمار می‌آمد.
ابراهیم حکیمی، حکیم الملک طبیب مخصوص مظفرالدین شاه قاجار که حامی هنر بود و بعداً مدرسه نقاشی کمال الملک و موزه صنایع زیبا را تأسیس کرد که پیشگام تربیت انواع هنرمند در رشته‌های مختلف شدند.
حزب دموکرات چندین عضو برجسته مذهبی نیز داشت. هر چند که در مرام نامه فرقه از تفکیک دین از دولت یاد شده بود. احمد قزوینی از علمای مشروطه خواه نجف که در جنگ تبریز شرکت کرده بود و شیخ ابراهیم زنجانی که پسر یکی از روحانیون برجسته بود اما خودش فراماسون محسوب می‌شد و عضو مجلس اول هم شده بود ضمن اینکه زنجانی در محکمه ویژه‌ای که شیخ فضل‌الله نوری را محکوم کرد و مدعی العموم بود.
محمد خیابانی که بیشتر به نفع دموکراتها رأی می‌داد، عضو انجمن تبریز بود. او روحانی خوشنام و از خطیبان نیرومند آذربایجان بود که در زمان جنگ داخلی به صفوف رزمندگان مجاهدین پیوسته بود که می‌گفتند که عضو فرقه اجتماعیون عامیون است. یک دهه بعد، او رهبر نهضت ملی در آذربایجان شد که قیام خیابانی نام گرفت.
حیدر لطیفیان از رهبران نبرد رباط‌کریم در مقابل نیروهای روسیه در طی جنگ جهانی اول، از حامیان این فرقه بوده‌است.
برخی از اعضای فرقه دموکرات بعداً حزب سوسیالیست و حزب تجدد را تشکیل دادند.
صولت الدوله قشقایی هم عضو این فرقه بود هر چند که در برنامه حزبی محدود کردن عشایر از اصول کار بود.